# أليكس باركر
أليكس باركر (بالإنجليزية: Alex Parker)‏ (مواليد 2 أغسطس 1935) هو لاعب كرة قدم. يلعب مع منتخب اسكتلندا لكرة القدم. سبق له أن لعب في كأس العالم لكرة القدم مع منتخب بلاده.

## مسيرته الكروية
لعب أليكس باركر خلال مسيرته الاحترافية مع 3 أندية في ستة عشر موسمًا وسجل خلالها 7 أهداف ضمن 394 مباراة. حيث فاز في موسمًا واحدًا بالكأس وفي موسمًا واحدًا بالدوري.
خاض أليكس باركر مسيرته مع نادي فالكيرك في موسم 1952–53 ليلعب معه ستة مواسم، مشاركًا في 120 مباراة سجل خلالها هدفين. ثم انتقل إلى نادي إيفرتون في موسم 1958–59 ليلعب معه سبعة مواسم، حيث شارك في 198 مباراة سجل خلالها 5 أهداف. لينتقل بعدها إلى نادي ساوثبورت في موسم 1965–66 واستمر معه طيلة ثلاثة مواسم، مشاركًا في 76 مباراة ولم يسجل أي هدف.

## روابط خارجية
- أليكس باركر على موقع قاعدة بيانات كرة القدم.إي يو (الإنجليزية)
- أليكس باركر على موقع ناشيونال فوتبول تيمز (الإنجليزية)